# Cato F. Sverdrup
Cato Fredrik Sverdrup (født 25. maj 1935 i Oslo, død 14. januar 2005) var en norsk ingeniør og direktør.
Han var søn af stortingsmand Cato Sverdrup og hustru Ulla Johanne født Mathiesen, blev student fra Kristelig Gymnasium i Oslo 1954 og uddannet civilingeniør fra Massachusetts Institute of Technology 1958. Sverdrup blev ansat på Burmeister & Wain Skibsværft 1960, blev teknisk direktør 1971, divisionschef 1975, medlem af koncernledelsen for Burmeister & Wain A/S 1977-79 og var administrerende direktør for Burmeister & Wain Skibsværft A/S fra 1980 til 1993. Fra 1989 til 1994 var Sverdrup direktør for Burmeister & Wain Holding A/S. Han var præsident for Atlantic Marine Holding Company i Mobile, Alabama fra 1998. 
Han var medlem af bestyrelsen for Helsingør Teknikum 1974-78, bestyrelsesformand for Burmeister & Wain Skibsværft A/S 1993-94, for BurWain Shipholdings A/S 1993-94, for Burmeister & Wain Shipdesign A/S 1993-94 og 1995-96. Sverdrup var Ridder af Dannebrog.
Han blev gift 30. marts 1963 med Gun Ingalill Roth (født 25. september 1937 i Malmö), datter af bygmester Gunnar Roth (død 1959) og hustru Anna født Pehrson (død 1976). 